# Kaap Flissingski

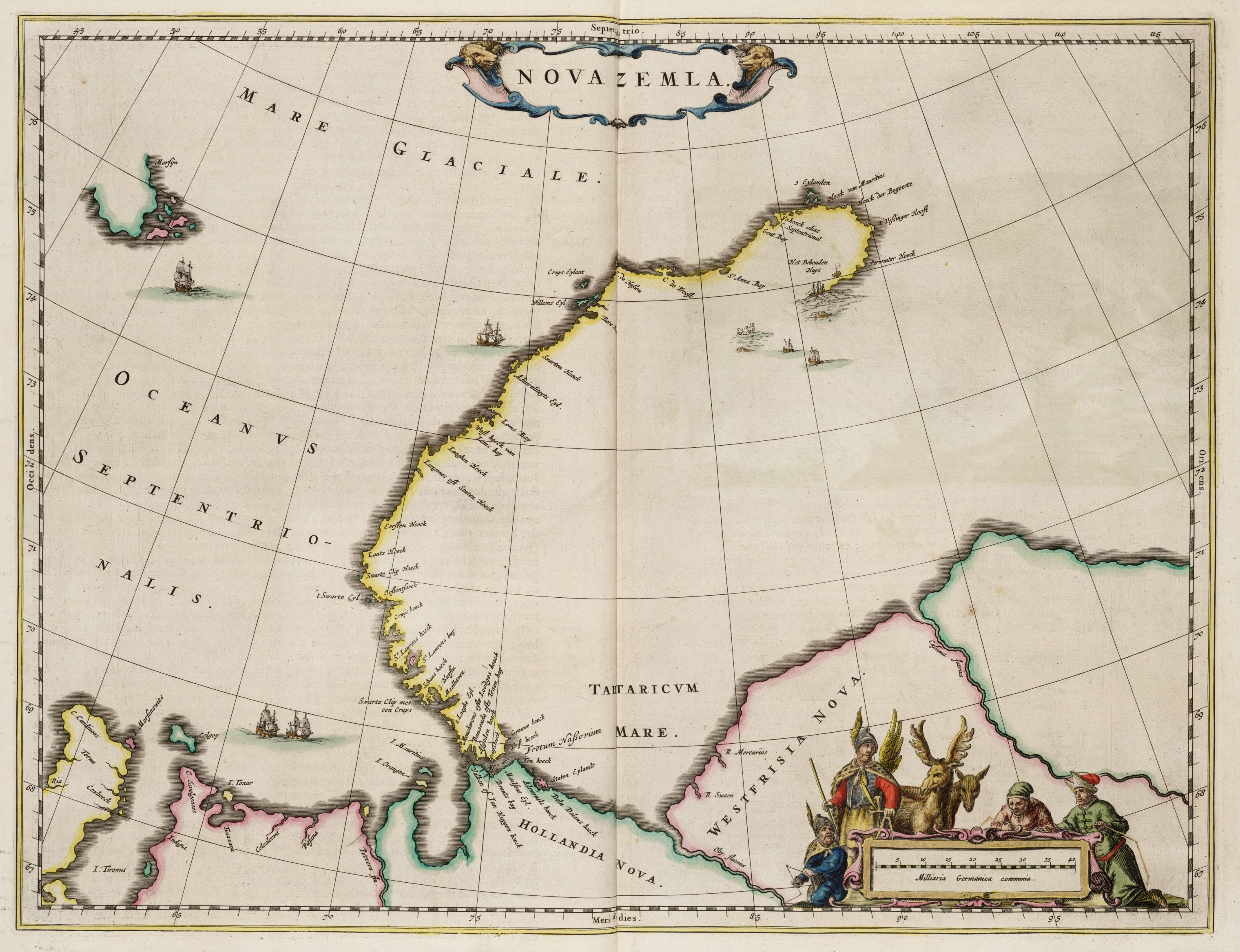
Nova Zembla met Kaap Flissingski ('t' Vißinger Hooft') aan noordoostzijde (Atlas van Loon, 1664)

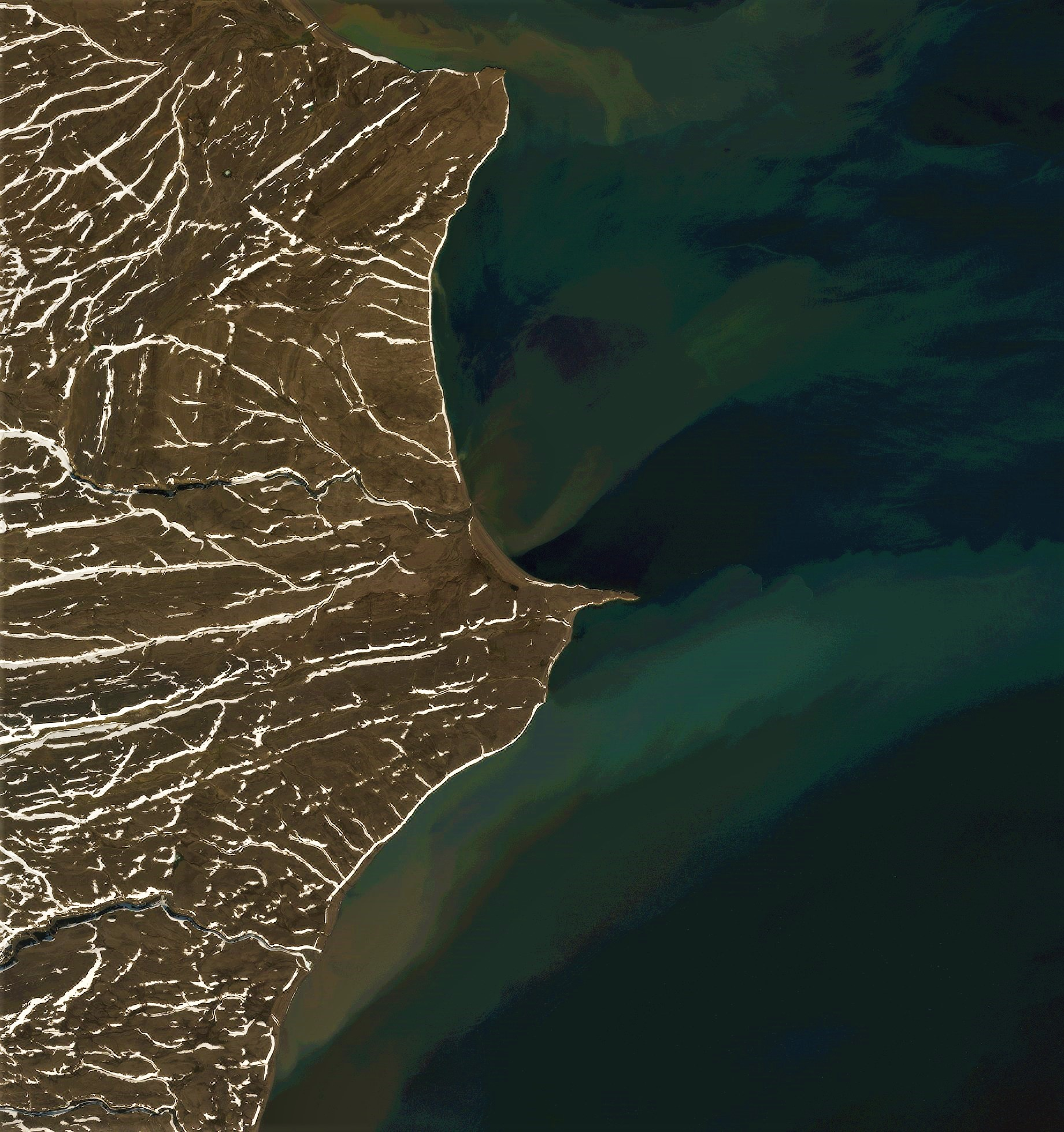
Satellietbeeld van Kaap Flissingski (ESA Sentinel-2)

Kaap Flissingski (Russisch: Мыс Флиссингский) is een kaap aan de Karazee, aan oostzijde van Severnyeiland binnen de Russische archipel Nova Zembla. Het is het oostelijkste punt van Europa. De kaap werd vernoemd naar Vlissingen tijdens de reis van Willem Barentsz in 1596 (t' Vißinger Hooft). Ongeveer 30 kilometer noordnoordwestelijker ligt de noordkaap van Nova Zembla, Kaap Zjelania en ongeveer 50 kilometer zuidzuidwestelijker bevindt zich de locatie van Het Behouden Huys.
De kaap bestaat uit een ver in zee uitstekende rots van ongeveer 28 meter hoog, die de noordelijke baai Avariejny scheidt van de zuidelijke bocht Andromedy. Op topografische Sovjetkaarten is een naamloos eilandje zichtbaar ten oosten van de kaap, maar op satellietbeelden is dit eilandje niet terug te vinden. De rivier de Andromedy stroomt iets ten zuiden van de kaap uit in de Karazee. Ten zuiden van haar monding ligt Kaap Boeroenny. Ten noorden van Kaap Flissingski stroomt de rivier de Ovrazjistaja uit in zee. Ten noorden daarvan ligt Kaap Dever.